# Nowe Kolnie
Nowe Kolnie (niem. Neu Köln) – wieś w Polsce położona w województwie opolskim, w powiecie brzeskim, w gminie Lubsza.
Miejscowość leży na pograniczu Stobrawskiego Parku Krajobrazowego.
We wsi znajduje się tablica upamiętniająca nazwiska poległych w czasie I wojny światowej.